# Правительство национального единства (Венгрия)

Эмблема Правительства национального единства Венгрии

«Правительство национального единства» (венг. Nemzeti Összefogás Kormánya), или диктатура Салаши — марионеточный режим нацистской Германии, существовавший с октября 1944 по май 1945 года на территории оккупированного Королевства Венгрия.
Причиной смещения власти и создания марионеточного режима послужило желание венгерского правительства регента Миклоша Хорти выйти из войны и подписать перемирие с СССР. Германия на тот момент потеряла уже почти всех союзников, которые либо самостоятельно вышли из войны (как Румыния и Болгария), либо были оккупированы войсками Антигитлеровской коалиции. Также Венгрия имела стратегически важное значение из-за наличия на её территории месторождений нефти. Венгерская национал-социалистическая партия Скрещённых стрел, легализованная ещё в марте 1944, имела крупную германскую поддержку и на тот момент уже стала значительной политической силой в стране.
15 октября 1944 года в Будапеште немецкие штурмовики Отто Скорцени совершили государственный переворот (операция «Панцерфауст»). Был похищен сын Миклоша Хорти, в результате чего тот был вынужден отказаться от власти в пользу лидера Скрещенных стрел Ференца Салаши. Салаши получил диктаторскую власть и стал «национальным лидером» (венг. Nemzetvezető) государства.
Салаши вместе с немцами возобновил депортацию венгерских евреев в лагеря смерти, которая была ранее приостановлена правительством Хорти. В основном это коснулось евреев Будапешта. С момента захвата власти «Скрещенными стрелами» до вступления в Будапешт советских войск 18 января 1945 года погибли около 98 тысяч будапештских евреев.
После Дебреценской операции Дебрецен оказался под контролем советских войск, и в декабре венгерскими антифашистами в нём было сформировано альтернативное просоветское правительство — Дебреценское правительство, объявившее войну Третьему Рейху войну. С этого момента в Венгрии существовало два враждебных друг другу правительства.
В результате сильного германского давления и быстрого наступления Красной Армии все силы и ресурсы были брошены на продолжение войны. Отступающие венгерские и немецкие части уничтожали за собой мосты и остальную инфраструктуру, с целью максимально замедлить советское наступление. Для восполнения численности армии государство проводило тотальную мобилизацию, которой подвергалось все население возрастом от 12 до 70 лет. Также из венгерских военнослужащих формировались дивизии немецких войск СС (25-я, 26-я, 33-я). Представители салашистского правительства в конце декабря 1944 года отправились к Гитлеру с просьбой увеличить количество немецких войск на территории Венгрии. Фюрер дал обещание отправить в Венгрию ещё два-три армейских корпуса и оттуда начать «основное наступление против русских».
В декабре 1944 года началась Будапештская операция, 1-я венгерская армия совместно с немецкими войсками пыталась всеми силами удержать город, однако в феврале 1945 года он всё-таки был взят Красной Армией. К этому времени значительная часть Венгрии уже не контролировалась правительством Салаши. 6 марта немецкие войска и 3-я венгерская армия начали наступательную операцию «Пробуждение весны» (в советской литературе известна как Балатонская оборонительная операция) с целью отбросить советские войска и изменить ход войны в свою пользу, которая оказалась последней крупной немецкой операцией во Второй мировой войне. Наступление началось относительно успешно, однако вскоре выдохлось, и инициатива окончательно перешла к Красной Армии.
После провала операции, 28 марта 1945 года, правительство Салаши бежало в Германию, и режим фактически прекратил своё существование. Официально он был упразднён 7 мая, за день до капитуляции Германии.

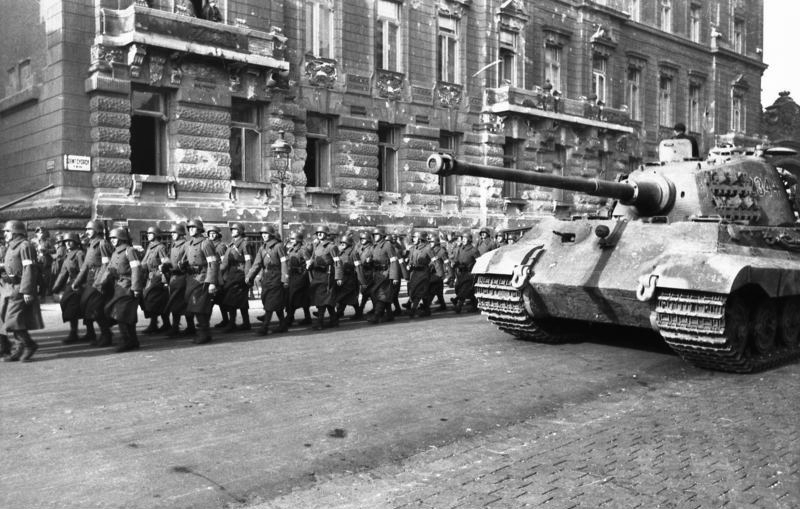
Бойцы «Скрещённых стрел» и немецкий танк Тигр II на улицах Будапешта, октябрь 1944